# Dustin Sleva
Dustin Sleva est un joueur américain de basket-ball né le 23 septembre 1995 à Pittsburgh en Pennsylvanie. Il évolue au poste d'ailier fort.

## Biographie
Issu de la petite université de Shippensburg en Pennsylvanie dont les Raiders (en) évoluent en deuxième division NCAA, Dustin Sleva n'est pas drafté à sa sortie de l'université en 2018. Ses performances universitaire, couronnées d'un titre en Pennsylvania State Athletic Conference (en) (PSAC), lui valent cependant d'être repéré par Jean-Christophe Prat, l'entraîneur du club nouvellement créé du Paris Basketball. D'abord signé à l'essai au début de la préparation pour la saison 2018-2019 de Pro B, il convainc les dirigeants parisiens de le conserver pour le reste de la saison. À l'issue de celle-ci et chose rare pour un joueur étranger en championnat de France, il prolonge de deux ans avec le club de la capitale. Il devient aussi capitaine de l'équipe.
En janvier 2023, en manque de temps de jeu, il est prêté en Allemagne au Basketball Löwen Braunschweig, lanterne rouge de BBL jusqu'à la fin de la saison,.
Après une saison réussie à avec l'UCAM Murcie en 2023-2024, (finaliste des playoffs de Liga Endesa), puis en saison 2024-2025 réussie en Turquie avec le Besiktas Istanbul en EuroCoupe, a terminé co-leader aux (1,8 par match) et auteur de prestations solides (10,3 points, 3,5 rebonds, 40 % à 3-points, 1,8 interception), il signe pour la saison suivante avec le club lituanien d'Euroligue du Zalgiris Kaunas.

## Clubs successifs
- 2018-2023 :  Paris Basketball (Pro B puis BetClic Elite)
- 2023 :  Löwen Braunschweig (BBL) (prêt)
- 2023-2024 :  UCAM Murcie (Liga Endesa)
- 2024-2025 :  Beşiktaş JK (BSL)
- Depuis 2025 :  Žalgiris Kaunas (LKL)

## Palmarès
- Champion de la Pennsylvania State Athletic Conference (PSAC) 2018

## Distinctions personnelles
- Joueur de l'année PSAC Division Est 2017, 2018
- Membre de la NABC Division II All-American Team 2017 et 2018
- Membre de l'équipe type PSAC Division Est 2016, 2017 et 2018

## Records
- Premier joueur de l'histoire des Raiders de Shippensburg à être sélectionné dans la NABC All-American Team
- Meilleur marqueur (2071 points) et meilleur rebondeur (1140 rebonds) de l'histoire des Raiders de Shippensburg
- Plus grand nombre de doubles-doubles (58) de l'histoire des Raiders de Shippensburg